# Campeonato Mundial en Parejas del CMLL
El Campeonato Mundial de Parejas del CMLL es un campeonato en parejas de lucha libre profesional promovido en el Consejo Mundial de Lucha Libre. Este título fue creado en 1993 luego de abandonar los Campeonatos Nacionales de Parejas tras haberlos usado por varias décadas. Los actuales campeones son Ángel de Oro & Niebla Roja, quienes se encuentran en su primer reinado en conjunto.

## Campeones
El Campeonato Mundial en Parejas del CMLL es un campeonato en parejas creado por la entonces CMLL en 1993. Los campeones inaugurales fueron Canek & Dr. Wagner Jr., quienes ganaron en un Live event, y desde entonces ha habido 28 distintos equipos y 38 luchadores campeones oficiales, repartidos en 38 reinados en total. Además, el campeonato ha sido declarado vacante en siete ocasiones a lo largo de su historia.
El reinado más largo en la historia del título le pertenece a Negro Casas & Shocker, quienes mantuvieron el campeonato por 1335 días entre 2014 y 2018. Por otro lado, un equipo ha tenido un reinado de menos de 10 días: Último Guerrero & Dr. Wagner Jr., solo 7 días en 2007. Aquel reinado es el más corto en la historia del campeonato.
En cuanto a los días en total como campeones (un acumulado entre la suma de todos los días de los reinados individuales de cada luchador), Negro Casas & Shocker posee el primer lugar, con 1335 días como campeones en su único reinado. Les siguen Los Guerreros del Infierno — Rey Bucanero & Último Guerrero — (1185 días en sus 3 reinados), Negro Casas & El Hijo del Santo (672 días en sus 3 reinados), Los Guerreros de la Atlántida — Dragón Rojo, Jr. & Último Guerrero — (640 días en su único reinado), y Canek & Dr. Wagner Jr. (637 días en su único reinado). En cuanto a los días en total como campeones, de manera individual, Negro Casas posee el primer lugar con 2577 días entre sus 6 reinados como campeón. Le siguen Último Guerrero — (1923 días en sus 6 reinados), Shocker — (1424 días en sus 3 reinados), Rey Bucanero (1219 días en sus 4 reinados), y Dr. Wagner Jr. (942 en sus 4 reinados).
Por último, Negro Casas & El Hijo del Santo, Los Guerreros del Infierno, Los Guerreros de la Atlántida y Los Hijos del Averno son los equipos con más reinados con tres. Individualmente, Último Guerrero y Negro Casas son los luchadores con más reinados con seis.

### Campeones actuales
Los campeones actuales son Los Nuevos Ingobernables (Ángel de Oro & Niebla Roja), quienes se encuentran en su primer reinado en conjunto. Ángel & Niebla ganaron los campeonatos tras derrotar a los excampeones Titán & Volador Jr. el 23 de enero de 2022 en Domingos Arena México.
Ángel de Oro y Niebla Roja registran hasta el 9 de agosto de 2025 las siguientes defensas televisadas:
1. Los Gemelos Diablo (8 de marzo de 2022, Martes de Arena México)
2. vs. Volador Jr. & Averno (9 de mayo de 2022, Lunes Clásicos de Arena Puebla)
3. vs. Guerrero Maya Jr. & Star Jr. (14 de junio de 2022, Martes de Arena México)
4. vs. Los Atrapasueños (Dulce Gardenia & Espíritu Negro) (30 de septiembre de 2022, CMLL Noche de Campeones, Arena México)
5. vs. Los Gemelos Diablo (23 de octubre de 2022, Domingo Familiar de Arena México)
6. vs. Titán & Volador Jr. (30 de diciembre de 2022, Super Viernes de Arena México)
7. vs. Atlantis & Octagón (18 de abril de 2023, Martes de Arena México)
8. vs. Atlantis Jr. & Soberano Jr. (5 de junio de 2023, Lunes Clásico de Arena Puebla)
9. vs. Los Guerreros Laguneros (Gran Guerrero & Stuka Jr.) (14 de julio de 2023, 40.º Aniversario de Atlantis, Arena México)
10. vs. Volador Jr. & Star Jr. (22 de agosto de 2023, Martes de Arena México)
11. vs. Euforia & Soberano Jr. (20 de octubre de 2023, Viernes de Arena México)
12. vs. Hijo de Villano III & Villano III Jr. (16 de enero de 2024, Martes de Arena México)
13. vs. Fugaz & Star Black (26 de febrero de 2024, Lunes Clásico de Arena Puebla)
14. vs. Akuma & Espanto Jr. (1 de abril de 2024, Homenaje a Dos Leyendas, Arena Puebla)
15. vs. Atlantis Jr. & Star Jr. (17 de septiembre de 2024, Martes de Arena México)
16. vs. Volador Jr. & Templario (30 de septiembre de 2024, Lunes Clásico de Arena Puebla)
17. vs. El Terrible & Bárbaro Cavernario (3 de noviembre de 2024, "Tzompantli de máscaras" Domingo de Arena México)
18. vs. Difunto & Zandokan Jr. (7 de diciembre de 2024, Sábado de Arena Coliseo)
19. vs. Flip Gordon & Neón (3 de febrero de 2025, Lunes de Arena Puebla)

### Lista de campeones
| N.º | Campeonas                                                                  | Lucha                    | Lucha                    | Lucha            | Estadísticas              | Estadísticas | Notas y referencias |
| N.º | Campeonas                                                                  | Fecha                    | Evento                   | Ubicación        | Reinado                   | Días | Notas y referencias |
| --- | -------------------------------------------------------------------------- | ------------------------ | ------------------------ | ---------------- | ------------------------- | --- | --- |
| 1   | Canek (1) & Dr. Wagner Jr. (1)                                             | 3 de marzo de 1993       | Live event               | Ciudad de México | 1                         | 602 | Derrotaron a Vampiro Canadiense y Pierroth Jr. en la final de un torneo para convertirse en los campeones inaugurales. |
| —   | Vacante                                                                    | Noviembre de 1994        | —                        | —                | —                         | — | Debido a que Canek dejó la empresa.                                                                                    |
| 2   | Los Cowboys (Silver King (1) & El Texano (1))                              | 15 de diciembre de 1994  | Live event               | Ciudad de México | 1                         | 197 | Derrotaron a Emilio Charles, Jr. y El Satanico en la final de un torneo.                                               |
| 3   | Los Headhunters (Headhunter A (1) & Headhunter B (1))                      | 30 de junio de 1995      | Live event               | Ciudad de México | 1                         | 126 | [ 3 ] |
| 4   | Atlantis (1) & Rayo de Jalisco Jr. (1)                                     | 3 de noviembre de 1995   | Live event               | Ciudad de México | 1                         | 277 | [ 4 ] |
| 5   | La Nueva Ola Blanca (Gran Markus Jr. (1) & El Hijo del Gladiador (1))      | 6 de agosto de 1996      | Live event               | Ciudad de México | 1                         | 43 | [ 5 ] |
| 6   | Atlantis (2) & Lizmark (1)                                                 | 18 de septiembre de 1996 | Live event               | Ciudad de México | 1                         | 105 | [ 6 ] |
| —   | Vacante                                                                    | Enero de 1997            | —                        | —                | —                         | — | Fue anulado después de una lucha no titular ante contra Los Headhunters.                                               |
| 7   | Dr. Wagner Jr. (2) & Silver King (2)                                       | 2 de febrero de 1997     | Ciudad de México         | 1                | 210                       | Live event | Derrotaron a Dos Caras y Último Dragón en la final de un torneo.                                                       |
| —   | Vacante                                                                    | Agosto de 1997           | —                        | —                | —                         | — | Debido a que Silver King dejó la empresa.                                                                              |
| 8   | Dr. Wagner Jr. (3) & Emilio Charles, Jr. (1)                               | 29 de agosto de 1997     | Live event               | Ciudad de México | 1                         | 147 | Derrotaron a Los Headhunters (Headhunter A & Headhunter B) en la final de un torneo.                                   |
| 9   | Mr. Niebla (1) & Shocker (1)                                               | 23 de enero de 1998      | Live event               | Ciudad de México | 1                         | 293 | [ 9 ] |
| —   | Vacante                                                                    | —                        | N/A                      | —                | —                         | — | Debido a que Mr. Niebla estuvo lesionado.                                                                              |
| 10  | Bestia Salvaje (1) & Scorpio Jr. (1)                                       | 1                        | 13 de noviembre de 1998  | 84               | Live event                | Derrotaron a Dr. Wagner Jr. y El Satánico en la final de un torneo.                                                 | |
| 11  | El Hijo del Santo (1) & Negro Casas (1)                                    | 1                        | 5 de febrero de 1999     | 21               | Live event                | [ 11 ] | |
| 12  | Bestia Salvaje (2) & Scorpio Jr. (2)                                       | 2                        | 26 de febrero de 1999    | 35               | Live event                | [ 12 ] | |
| 13  | El Hijo del Santo (2) & Negro Casas (2)                                    | 2                        | 2 de abril de 1999       | 441              | Live event                | [ 13 ] | |
| —   | Vacante                                                                    | —                        | 16 de junio de 2000      | —                | —                         | El campeonato se anuló cuando El Hijo del Santo dejó de trabajar para CMLL a tiempo completo.                       | |
| 14  | Los Guerreros del Infierno (Rey Bucanero (1) & Último Guerrero (1))        | 1                        | 4 de agosto de 2000      | 455              | Live event                | Derrotaron a Mr. Niebla y Villano IV en la final de un torneo.                                                      | |
| 15  | El Hijo del Santo (3) & Negro Casas (3)                                    | 3                        | 2 de noviembre de 2001   | 210              | Live event                | [ 15 ] | |
| 16  | Los Guerreros del Infierno (Rey Bucanero (2) & Último Guerrero (2))        | 2                        | 31 de mayo de 2002       | 602              | Live event                | [ 16 ] | |
| 17  | L.A. Park (1) & Shocker (2)                                                | 1                        | 23 de enero de 2004      | 56               | Live event                | [ 17 ] | |
| 18  | Los Guerreros del Infierno (Rey Bucanero (3) & Último Guerrero (3))        | 3                        | 19 de marzo de 2004      | 128              | Homenaje a Dos Leyendas   | [ 18 ] | |
| 19  | Atlantis (3) & Blue Panther (1)                                            | 1                        | 25 de julio de 2004      | 251              | Live event                | [ 19 ] | |
| 20  | Averno (1) & Mephisto (1)                                                  | 1                        | 2 de abril de 2005       | 377              | Live event                | [ 20 ] | |
| 21  | Místico (1) & Negro Casas (4)                                              | 1                        | 14 de abril de 2006      | 455              | Live event                | [ 21 ] | |
| 22  | Último Guerrero (4) & Dr. Wagner Jr. (4)                                   | 1                        | 13 de julio de 2007      | 7                | Live event                | [ 22 ] | |
| 23  | Místico (2) & Negro Casas (5)                                              | 2                        | 20 de julio de 2007      | 105              | Live event                | [ 23 ] | |
| 24  | Los Guerreros de la Atlántida (Atlantis (4) & Último Guerrero (5))         | 1                        | 2 de noviembre de 2007   | 91               | Live event                | [ 24 ] | |
| 25  | Averno (2) & Mephisto (2)                                                  | 2                        | 1 de febrero de 2008     | 38               | Live event                | [ 25 ] | |
| 26  | Héctor Garza (1) & Místico (3)                                             | 1                        | 10 de marzo de 2008      | 39               | Live event                | [ 26 ] | |
| —   | Vacante                                                                    | —                        | 18 de abril de 2008      | —                | —                         | El título se retuvo después de una lucha contra Averno y Mephisto, en la cual terminó en una doble descalificación. | |
| 27  | Héctor Garza (2) & Místico (4)                                             | 2                        | 23 de mayo de 2008       | 198              | Live event                | Derrotaron a Averno y Mephisto en una revancha.                                                                     | |
| 28  | Los Hijos del Averno (Averno (3) & Mephisto (3))                           | 3                        | 7 de diciembre de 2008   | 40               | Live event                | [ 28 ] | |
| 29  | Super Sky Team (La Sombra (1) & Volador Jr. (1))                           | 1                        | 16 de enero de 2009      | 542              | Super Viernes             | [ 29 ] | |
| 30  | Los Invasores (Mr. Águila (1) & Héctor Garza (3))                          | 1                        | 16 de julio de 2010      | 109              | Super Viernes             | [ 30 ] | |
| 31  | Los Guerreros de la Atlántida (Dragón Rojo, Jr. (1) & Último Guerrero (6)) | 1                        | 2 de noviembre de 2010   | 640              | Live event                | [ 31 ] | |
| 32  | Atlantis (5) & Diamante Azul (1)                                           | 1                        | 3 de agosto de 2012      | 102              | Super Viernes             | [ 32 ] | |
| 33  | Bullet Club Latinoamérica (El Terrible (1) & Tama Tonga (1))               | 1                        | 13 de noviembre de 2012  | 234              | CMLL Domingo              | [ 33 ] | |
| 34  | Hiroshi Tanahashi (1) & Jushin Thunder Liger (1)                           | 1                        | 5 de julio de 2013       | 71               | Kizuna Road               | [ 34 ] | |
| 35  | Bullet Club Latinoamérica (Rey Bucanero (4) & Tama Tonga (2))              | 1                        | 14 de septiembre de 2013 | 34               | Road to Destruction       | [ 35 ] | |
| 36  | Los Ingobernables (La Máscara (1) & Rush (1))                              | 1                        | 18 de octubre de 2013    | 238              | Super Viernes             | Bucanero no pudo defender el título debido a una lesión. Se había ganado la lucha por el título al ganar un torneo. | |
| 37  | Negro Casas (6) & Shocker (5)                                              | 1                        | 13 de junio de 2014      | 1335             | Super Viernes             | [ 37 ] | |
| —   | Vacante                                                                    | —                        | 7 de febrero de 2018     | —                | —                         | El campeonato se anuló cuando Casas y Shocker no pudieron defender sus títulos desde 2016 hasta esa fecha.          | |
| 38  | El Sky Team (Valiente (1) & Volador Jr. (2))                               | 1                        | 16 de marzo de 2018      | 119              | Homenaje a Dos Leyendas   | Derrotaron a Rey Bucanero y El Terrible en la final de un torneo.                                                   | |
| 39  | Los Ingobernables (Rush (2) & El Terrible (2))                             | 1                        | 13 de julio de 2018      | 128              | Súper Viernes             | [ 39 ] | |
| 40  | Diamante Azul (2) & Valiente (2)                                           | 1                        | 18 de noviembre de 2018  | 194              | Domingos Familiares       | [ 40 ] | |
| 41  | Los Guerreros Laguneros (Euforia (1) & Gran Guerrero (1))                  | 1                        | 31 de mayo de 2019       | 154              | Juicio Final              | [ 41 ] | |
| 42  | La Alianza de Plata y Oro (Carístico (5) & Místico (1))                    | 1                        | 1 de noviembre de 2019   | 665              | Día de Muertos            | Carístico fue conocido anteriormente como Místico.                                                                  | |
| —   | Vacante                                                                    | —                        | 25 de agosto de 2021     | —                | —                         | Debido a que Místico renunció a la empresa y Caristico retomaría su personaje original.                             | |
| 43  | Titán (1) & Volador Jr. (3)                                                | 1                        | 24 de septiembre de 2021 | 121              | 88th Aniversario del CMLL | Derrotaron a Los Gemelos Diablo (I & II) por el campeonatos vacante.                                                | |
| 44  | Ángel de Oro (1) & Niebla Roja (1)                                         | 1                        | 23 de enero de 2022      | 1294+            | Domingos Familiar         | | |

### Total de días con el título
La siguiente lista muestra el total de días que un equipo o un luchador ha poseído el campeonato, si se suman todos los reinados que posee. Actualizado a la fecha del 9 de agosto de 2025.

#### Por equipos
A la fecha del 9 de agosto de 2025.
| + | Indica a los campeones actuales |

| N.º | Campeones                                                          | Reinados | Total de días |
| --- | ------------------------------------------------------------------ | -------- | ------------- |
| 1   | Negro Casas & Shocker                                              | 1        | 1335          |
| 2   | Ángel de Oro & Niebla Roja                                         | 1        | 1294+         |
| 3   | Los Guerreros del Infierno (Rey Bucanero & Último Guerrero)        | 3        | 1185          |
| 4   | Negro Casas & El Hijo del Santo                                    | 3        | 672           |
| 5   | La Alianza de Plata y Oro (Carístico & Místico)                    | 1        | 665           |
| 6   | Los Guerreros de la Atlántida (Dragón Rojo, Jr. & Último Guerrero) | 1        | 640           |
| 7   | Canek & Dr. Wagner Jr.                                             | 1        | 637           |
| 8   | Negro Casas & Místico                                              | 2        | 560           |
| 9   | Super Sky Team (La Sombra & Volador Jr.)                           | 1        | 542           |
| 10  | Los Hijos del Averno (Averno & Mephisto)                           | 3        | 455           |
| 11  | Mr. Niebla & Shocker                                               | 1        | 293           |
| 12  | Atlantis & Blue Panther                                            | 1        | 251           |
| 13  | Los Ingobernables (La Máscara & Rush)                              | 1        | 238           |
| 14  | Héctor Garza & Místico                                             | 2        | 237           |
| 15  | Bullet Club Latinoamérica (El Terrible & Tama Tonga)               | 1        | 234           |
| 16  | Atlantis & Rayo de Jalisco Jr.                                     | 1        | 227           |
| 17  | Silver King & Dr. Wagner Jr.                                       | 1        | 210           |
| 18  | Los Cowboys (Silver King & El Texano)                              | 1        | 197           |
| 19  | Diamante Azul & Valiente                                           | 1        | 194           |
| 20  | Los Guerreros Laguneros (Euforia & Gran Guerrero)                  | 1        | 154           |
| 21  | Emilio Charles, Jr. & Dr. Wagner Jr.                               | 1        | 147           |
| 22  | Los Ingobernables (Rush & El Terrible)                             | 1        | 128           |
| 23  | The Headhunters (Headhunter A & Headhunter B)                      | 1        | 126           |
| 24  | Títán & Volador Jr.                                                | 1        | 121           |
| 25  | El Sky Team (Volador Jr. & El Valiente)                            | 1        | 119           |
| 25  | Bestia Salvaje & Scorpio Jr.                                       | 2        | 119           |
| 27  | Los Invasores (Mr. Águila & Héctor Garza)                          | 1        | 109           |
| 28  | Atlantis & Lizmark                                                 | 1        | 105           |
| 29  | Atlantis & Diamante Azul                                           | 1        | 102           |
| 30  | Los Guerreros de la Atlántida (Atlantis & Último Guerrero)         | 1        | 91            |
| 31  | Hiroshi Tanahashi & Jushin Thunder Liger                           | 1        | 71            |
| 32  | L.A. Park & Shocker                                                | 1        | 56            |
| 33  | La Nueva Ola Blanca (Gran Markus Jr. & El Hijo del Gladiador)      | 1        | 43            |
| 34  | Bullet Club Latinoamérica (Rey Bucanero & Tama Tonga)              | 1        | 34            |
| 35  | Último Guerrero & Dr. Wagner Jr.                                   | 1        | 7             |

#### Por luchador
A la fecha del 9 de agosto de 2025.
| + | Indica al campeón actual |

| N.º | Campeones             | Reinados | Total de días |
| --- | --------------------- | -------- | ------------- |
| 1   | Negro Casas           | 6        | 2577          |
| 2   | Último Guerrero       | 6        | 1923          |
| 3   | Místico/Carístico     | 5        | 1460          |
| 4   | Shocker               | 3        | 1424          |
| 5   | Ángel de Oro          | 1        | 1294+         |
| 5   | Niebla Roja           | 1        | 1294+         |
| 7   | Rey Bucanero          | 4        | 1219          |
| 8   | Dr. Wagner Jr.        | 4        | 942           |
| 9   | Atlantis              | 5        | 826           |
| 10  | Volador Jr.           | 3        | 782           |
| 11  | El Hijo del Santo     | 3        | 672           |
| 12  | Místico (II)          | 1        | 665           |
| 13  | Dragón Rojo, Jr.      | 1        | 640           |
| 14  | Canek                 | 1        | 602           |
| 15  | La Sombra             | 1        | 542           |
| 16  | Averno                | 3        | 455           |
| 16  | Mephisto              | 3        | 455           |
| 18  | Silver King           | 2        | 377           |
| 19  | Rush                  | 2        | 366           |
| 20  | El Terrible           | 2        | 362           |
| 21  | Héctor Garza          | 3        | 346           |
| 22  | Valiente              | 2        | 313           |
| 21  | Diamante Azul         | 2        | 296           |
| 22  | Mr. Niebla            | 1        | 293           |
| 23  | Rayo de Jalisco Jr.   | 1        | 277           |
| 24  | Tama Tonga            | 2        | 268           |
| 25  | Blue Panther          | 1        | 251           |
| 26  | La Máscara            | 1        | 238           |
| 27  | El Texano Jr.         | 1        | 197           |
| 28  | Euforia               | 1        | 154           |
| 28  | Gran Guerrero         | 1        | 154           |
| 30  | Emilio Charles, Jr.   | 1        | 147           |
| 31  | Headhunter A          | 1        | 126           |
| 31  | Headhunter B          | 1        | 126           |
| 33  | Titán                 | 1        | 121           |
| 34  | Bestia Salvaje        | 2        | 119           |
| 34  | Scorpio Jr.           | 2        | 119           |
| 36  | Mr. Águila            | 1        | 109           |
| 37  | Lizmark               | 1        | 105           |
| 38  | Hiroshi Tanahashi     | 1        | 71            |
| 38  | Jushin Thunder Liger  | 1        | 71            |
| 40  | L.A. Park             | 1        | 56            |
| 41  | El Hijo del Gladiador | 1        | 43            |
| 41  | Gran Markus Jr.       | 1        | 43            |

### Mayor cantidad de reinados

#### Por equipos
| Reinados | Luchador (es) |
| -------- | --- |
| 3 veces  | Negro Casas & El Hijo del Santo, Los Guerreros del Infierno, Los Guerreros de la Atlántida, Los Hijos del Averno |
| 2 veces  | Bestia Salvaje y Scorpio Jr., Negro Casas y Místico, Héctor Garza y Místico.                                     |

#### Por luchador
| Reinados | Luchador (es)                                                                                    |
| -------- | ------------------------------------------------------------------------------------------------ |
| 6 veces  | Último Guerrero, Negro Casas                                                                     |
| 5 veces  | Atlantis, Místico/Carístico                                                                      |
| 4 veces  | Dr Wagner Jr., Rey Bucanero                                                                      |
| 3 veces  | Hijo del Santo, Averno, Mephisto, Héctor Garza, Shocker, Volador Jr.                             |
| 2 veces  | Bestia Salvaje, Scorpio Jr., Silver King, Tama Tonga, Rush, El Terrible, Diamante Azul, Valiente |